# 숀 캐머런 마이클
숀 캐머런 마이클(영어: Sean Cameron Michael, 1969년 4월 1일 ~ )은 남아프리카 공화국의 배우이다. 캐나다 드라마 《검은 해적》에 출연하였다.

## 출연 작품
- 라스트 데이스 오브 아메리칸 크라임 - 피트 슬레이트리 역
- 트리거: 데스 배틀 - 피터슨 역